# Mohammed Sayyed Tantawi
Mohammed Sayyed Tantawi (Arabisch: محمد سيد طنطاوى), (Suleam al-Sharqia, Tama, Suhaj, 28 oktober 1928 - Riyad, 10 maart 2010) was de grootimam van de Al-Azhar Moskee (sinds 27 maart 1996) en de sjeik van de Al-Azhar Universiteit. Van 28 oktober 1986 tot dezelfde datum in 1996 was hij bovendien moefti. Hij werd beschouwd als de hoogste autoriteit van de soennitische islam, zetelend in één der belangrijkste moskeeën van de islamitische wereld en wordt gerekend tot de moefassir.

## Levensloop
Na de basisopleiding tot imam in 1944 in zijn geboortedorp begonnen te zijn, ging hij in 1944 de studie van de islamitische leringen doen aan het Religieus Instituut in Alexandrië. In 1958 behaalde hij zijn doctoraal en 8 jaar later, in 1966, zijn doctorstitel in de richtingen islamitische traditie en de Hadith. Hij werd in 1968 benoemd tot wetenschappelijk docent aan de theologische faculteit Osoul Al-Deen van het Alexandrijnse Religieus Instituut, een dependance van de Al-Azhar Universiteit. In 1972 werd hij bovendien wetenschappelijk hoofddocent in de Arabische en islamitische studierichting aan de Universiteit van Libië in Tripoli.
In 1980 verhuisde hij naar Saoedi-Arabië waar hij aan de Islamitische universiteit van Medina postdoctorale opleidingen op het gebied van de tafsir wetenschap volgde. Na 4 jaar, in 1984, verhuisde hij terug naar Egypte. Hij werd het jaar erop, in 1985, benoemd tot decaan aan de Alexandrijnse Osoul Al-Deenfaculteit. Dat bleef hij een jaar, tot hij in Caïro tot moefti werd benoemd, in 1986, en 10 jaar later tot grootimam.
Tantawi reciteerde het islamitisch doodsgebed op de begrafenis van Yasser Arafat in 2004.

## Fatwa's
Hij werd in het westen bekend door een aantal opmerkelijke fatwa's.
In 1992 sprak hij uit dat de geslachtsverandering van Sally Mursi en transseksuelen in het algemeen onder voorwaarden ingepast kon worden in de sociale orde van de oemma.
Na de terroristische aanslagen op 11 september 2001 in de Verenigde Staten sprak hij zijn verontwaardiging uit en verklaart de oproepen van Osama bin Laden tot moslims een jihad tegen "het westen" te beginnen "ongeldig en niet bindend", toevoegend dat "het doden van onschuldige burgers een gruwelijke, onmenselijke daad is dat door geen enkele religie te rechtvaardigen is. In de Koran worden de daden waaraan de Taliban en Al Qaida zich beschuldigden specifiek veroordeeld".
Hij keurt later in 2001 de vele zelfmoordaanslagen door moslims af. In 2003 noemde Tantawi de zelfmoordterroristen zelfs "vijanden van de islam". Mensen van verschillend geloof zouden moeten samenwerken en niet verzeild moeten raken in zinloze conflicten en animositeit. Extremisme is de vijand van de islam. De jihad is in de islam veroorloofd voor landsverdediging en voor de bevrijding van onderdrukten. Het verschil tussen de jihad in de islam en extremisme is als het verschil tussen aarde en lucht.
Alhoewel hij als vrij ruimdenkend bekendstaat, is hij op sommige punten wat conservatiever. Zo keurt hij het af dat vrouwen gemengde gebedsdienst zouden leiden tijdens het vrijdaggebed Jumu'ah.
Ook over draagmoederschap en kunstmatige inseminatie of reageerbuisbevruchting met het sperma van een overleden echtgenoot sprak hij een veroordelende fatwa uit.
Over de kwestie van het hoofddoekenverbod op Franse scholen sprak hij een fatwa uit waarin hij moslima's toestond hun hidjabs tijdens schooltijden af te doen, als het minste van twee kwade oplossingen.
Hij sprak een fatwa uit over het toestaan van abortus indien een vrouw door een verkrachting zwanger zou zijn geworden. De huidige moefti Ali Gomaa noemde deze uitspraak verkeerd: "na 120 dagen zwangerschap is een abortus haram, waarbij het er niet toe doet hoe die zwangerschap begonnen is".
Ook was er verschil van mening over fatwa's van Tantawi over vrouwenbesnijdenis, vooral over een uitspraak uit 1997 waarin hij stelde dat "de gehele oelema unaniem het erover eens zijn dat vrouwenbesnijdenis niets met religie uitstaande heeft" en dat "zijn eigen dochter niet besneden is".
In oktober 2009 sprak Tantawi een fatwa uit over het gebruik van de nikab, het kledingstuk dat het gelaat van een vrouw volledig bedekt. Volgens Tantawi heeft het kledingstuk niets met de islam van doen.

## Boeken
Tantawi publiceerde een viertal boeken. "Al-tafser al-waset" is een 7000 pagina's tellend tafsir waaraan hij 10 jaar schreef. Een ander boek, "Bano Israël (Jacob's sons)", beschrijft de positie van het Joodse volk in de Koran en de soennah en heeft een sterk antisemitisch karakter. Ook een boek over islamitisch bankieren, "Muamlat al-bank", ontsproot aan zijn pen. Verder schreef hij het boek "Al-Istrātījīyah wa-ḥarb aal-sādis min Uktūbir sanah 1973" over de Jom Kipoeroorlog van september/oktober 1973.

## Voetnoten
1. ↑  Arafat's coffin flown to Ram Allah, Al Jazeera, 12 november 2004. Gearchiveerd op 20 september 2020.
2. ↑  Islamic world deplores US losses, BBC News, 14 september 2001. Gearchiveerd op 8 januari 2025.
3. ↑  Text: Lawmaker Says Grand Shaykh of Al-Azhar in Egypt Condemns bin Laden - Amerikaanse ambassade in Jakarta, oktober 2001]
4. ↑  Grand Sheikh condemns suicide bombings, BBC News, 4 december 2001. Gearchiveerd op 15 oktober 2024.
5. ↑  Cleric condemns suicide attacks, BBC News, 11 juli 2003. Gearchiveerd op 9 juni 2025.
6. ↑  Woman leads US Muslims to prayer, BBC News, 18 maart 2005. Gearchiveerd op 13 mei 2024.
7. ↑  Egypt clerics ban surrogate mothers, BBC News, 2 april 2001. Gearchiveerd op 7 mei 2024.
8. ↑  Sheikh sanctions headscarf ban, BBC News, 30 december 2003. Gearchiveerd op 9 juni 2025.
9. ↑  Benoemd in 2006
10. ↑  Egyptian ban on female circumcision upheld, BBC News, 28 december 1997. Gearchiveerd op 15 november 2022.
11. ↑  "Al-Azhar doet niqab in de ban", Trouw, 5 oktober 2009
12. ↑  Getranscribeerde Arabische titel: "Banū Isrāʾīl fī al-Qurʾān wa al-Sunnah" / 1968-1969
13. ↑  The Legacy of Islamic Antisemitism: From Sacred Texts to Solemn History. Ibn Warraq en Andrew G.Boston, 766 pag., Uitg. Prometheus Books, Reprint edition (June 5, 2008) ISBN 1-59102-554-0